# 付臭
付臭（、英: odorization）とは、嗅覚でガスの漏洩を感知できるように、都市ガスや液化石油ガスなどに薬剤を添加して人工的に臭いを付けること。着臭（ちゃくしゅう）とも呼ばれる。

## 概要
天然ガスや液化石油ガスは、本来は臭いがない。なぜなら、これらの主成分であるメタン・エタン・プロパンといった物質が無臭気体だからである。しかし、ひとたびガスが漏れると爆発や火災が起こる危険がある。
1937年にアメリカで、無臭ガスの漏洩が原因で爆発事故が発生し（ニューロンドン学校爆発事故）、これ以降ガス漏れをいち早く察知する簡便な方法として、無臭のガスに人工的に臭いをつけることが世界的に普及した。ただし、条件によってはガスの臭いを感じないこともあるため、ガス漏れ警報機などを併用することも必要である。
日本では、ガス工作物の技術上の基準を定める省令により、ガスの空気中の混合容積比率が1000分の1以上である場合に臭気を感知できるよう定められている。

## 付臭剤
付臭に用いられる、芳香化合物で調合された薬剤。一般に都市ガス業界では付臭剤、プロパンガス業界では着臭剤と呼ぶ。下記の条件を満たす物質が使用されている。
- 人体に有害でないこと
- 嗅覚疲労を起こしにくく、嗅覚閾値が低く低濃度でも臭気を感じることが出来ること
- 一般に存在する臭いとは明瞭に識別できること
- 導管やガス器具に吸着されたり、損傷を与えたりしないこと
- 化学的に安定して、燃焼を妨げたり燃焼後に臭気が残らないこと
- 安価で、入手・取扱が容易であること
- 嗅覚以外の方法で検知可能であること

付臭剤は消防法における危険物取扱品目に該当する。よって、付臭剤の運搬には、コンプライアンス上の観点からも、UN規格を有した可搬タンクにて行われる必要がある。

### 燃料用
都市ガス・プロパンガスの付臭剤として、主に下記に挙げるような悪臭を持つ有機硫黄化合物が用いられる。
- tert-ブチルメルカプタン（TBM：tertiary-butylmercaptan）
  - タマネギが腐ったような臭い
- テトラヒドロチオフェン（THT:tetrahydro thiophene）
  - 石炭ガスのような臭い
- ジメチルサルファイド（DMS:dimethyl sulfide）
  - ニンニクのような臭い
- エチルメルカプタン（ethylmercaptan）

また、21世紀に入り、硫黄分の低減のためにシクロヘキセンが併用される事例もある。

### 燃料電池用
- 前項の付臭剤を添加したガスを燃料電池用として使用する場合には、硫黄分が電極や触媒に損傷を与えるため、吸着剤による脱硫処理が施される。また、硫黄を含まない5-エチリデン-2-ノルボルネンと2-アルキル-3-アルコキシピラジンの混合付臭剤も開発されている[5]。
- 特にテトラヒドロチオフェンは硫黄分が多いため、脱硫装置が設計上定められた期間よりも早い段階で機能しなくなる。このため、この付臭剤を使用している都市ガスでは、燃料電池やエネファームなどを使用することができない。
- 燃料電池自動車で使用される水素用の付臭剤としては、ジエチルスルフィドなどが研究されている。

### 工業用
洗浄剤や、発泡スチロールの発泡剤として用いられる液化石油ガスの一部は、「工業用無臭」として、付臭を行わずに供給されている。

## 付臭方法・付臭設備
ガスへの付臭方法・付臭設備には、ポンプ式・蒸発式・液付臭式の3つがある。
- ポンプ式注入方式 - 液体の付臭剤を製造ガスに直接注入し、気化拡散させる方式。
- 蒸発式注入方式 - 付臭剤を蒸発させてから製造ガスに注入する方式。
- 液付臭方式 - 液化ガスに直接付臭剤を注入する方法。

蒸発式は簡易型付臭方式であり、ポンプ式は定量的に付臭をさせる場合に用いられる。
近年、環境対策として新付臭剤への対応が必要となってきている。新付臭剤は、TBMとシクロヘキセンとの混合剤であり、各蒸発速度が異なるため蒸発式を使用することができない。新付臭剤に切り替える場合には、ポンプ方式に設備を切り替えていく必要がある。
また、付臭設備の更新等に伴い既設付臭設備を撤去する場合には、地域環境、近隣住民への配慮を十分に行い、適切な撤去工事計画を立て、産業廃棄物処理を適切に行う必要がある。安易に撤去を行うことは地域環境を汚し、近隣住民からの苦情を招くことになりかねない。